# Odontochilus lanceolatus
Odontochilus lanceolatus là một loài thực vật có hoa trong họ Lan. Loài này được (Lindl.) Blume mô tả khoa học đầu tiên năm 1859.